# Ronde van Turkije 2012

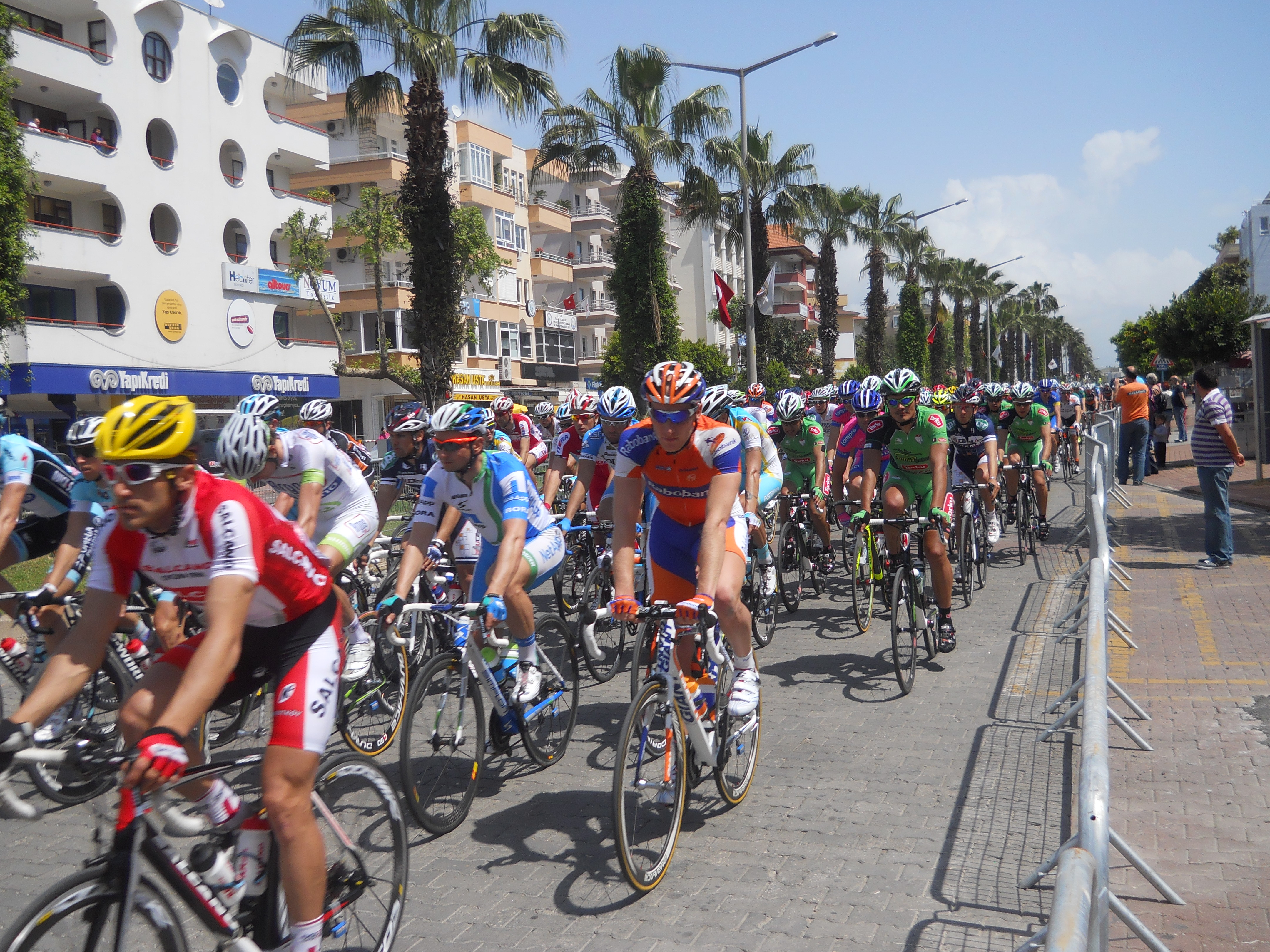
Het peloton tijdens de etappe Alanya–Alanya

De Ronde van Turkije 2012 (Turks: 2012 Cumhurbaşkanlığı Türkiye Bisiklet Turu) was de 12e editie van deze wielerwedstrijd die als meerdaagse koers werd verreden van zondag 22 april tot en met zondag 29 april in Turkije. Deze wedstrijd maakte deel uit van de UCI Europe Tour 2012.
De aanvankelijke winnaar was de Bulgaar Ivajlo Gabrovski die de ronde in 2007 ook al gewonnen, maar Gabrovski werd achteraf betrapt op het gebruik van epo en gediskwalificeerd. De Kazach Aleksandr Djatsjenko was de nieuwe winnaar.

## Etappe-overzicht
| Etappe    | Datum    | Start     | Finish     | Afstand  | Winnaar           | Ploeg                   | Leider           |
| --------- | -------- | --------- | ---------- | -------- | ----------------- | ----------------------- | ---------------- |
| 1e etappe | 22 april | Alanya    | Alanya     | 135,0 km | Theo Bos          | Rabobank                | Theo Bos         |
| 2e etappe | 23 april | Alanya    | Antalya    | 153,0 km | André Greipel     | Lotto-Belisol           | Matthew Goss     |
| 3e etappe | 24 april | Antalya   | Elmali     | 152,0 km | Ivajlo Gabrovski  | Konya Torku Seker Spor  | Ivajlo Gabrovski |
| 4e etappe | 25 april | Fethiye   | Marmaris   | 132,0 km | Mark Renshaw      | Rabobank                | Ivajlo Gabrovski |
| 5e etappe | 26 april | Marmaris  | Turgutreis | 178,0 km | Andrea Di Corrado | Colnago-CSF Inox        | Ivajlo Gabrovski |
| 6e etappe | 27 april | Bodrum    | Kusadasi   | 179,0 km | Sacha Modolo      | Colnago-CSF Inox        | Ivajlo Gabrovski |
| 7e etappe | 28 april | Kusadasi  | Izmir      | 124,0 km | Iljo Keisse       | Omega Pharma-Quick Step | Ivajlo Gabrovski |
| 8e etappe | 28 april | Istanboel | Istanboel  | 121,0 km | Theo Bos          | Rabobank                | Ivajlo Gabrovski |

## Etappe-uitslagen

### 1e etappe
| Alanya – Alanya (135,0 km) |                     |                               |          |
| Plaats                     | Naam                | Ploeg                         | Tijd     |
| Winnaar                    | Theo Bos            | Rabobank                      | 3u05'55" |
| 2                          | Matthew Goss        | GreenEdge                     | z.t.     |
| 3                          | Daniele Colli       | Team Type 1-Sanofi            | z.t.     |
| 4                          | Alessandro Petacchi | Lampre-ISD                    | z.t.     |
| 5                          | Boy van Poppel      | Unitedhealthcare Pro Cycling  | z.t.     |
| 6                          | Francesco Chicchi   | Omega Pharma-Quick Step       | z.t.     |
| 7                          | Takashi Miyazawa    | Team Saxo Bank                | z.t.     |
| 8                          | Rafael Andriato     | Farnese Vini–Selle Italia     | z.t.     |
| 9                          | Filippo Baggio      | Utensilnord-Named             | z.t.     |
| 10                         | Tom Veelers         | Argos-Shimano                 | z.t.     |
|                            |                     |                               |          |
| 14                         | James Vanlandschoot | Accent.Jobs-Willems Veranda's | z.t.     |

### 2e etappe
| Alanya – Antalya (153,0 km) |                     |                               |          |
| Plaats                      | Naam                | Ploeg                         | Tijd     |
| Winnaar                     | André Greipel       | Lotto-Belisol                 | 3u16'04" |
| 2                           | Matthew Goss        | GreenEdge                     | z.t.     |
| 3                           | Matteo Pelucchi     | Team Europcar                 | z.t.     |
| 4                           | Mark Renshaw        | Rabobank                      | z.t.     |
| 5                           | André Schulze       | Team NetApp                   | z.t.     |
| 6                           | Francesco Chicchi   | Omega Pharma-Quick Step       | z.t.     |
| 7                           | Jacopo Guarnieri    | Astana Pro Team               | z.t.     |
| 8                           | Filippo Baggio      | Utensilnord-Named             | z.t.     |
| 9                           | Aleksej Tsatevitsj  | Team Katjoesja                | z.t.     |
| 10                          | Andrea Guardini     | Farnese Vini–Selle Italia     | z.t.     |
|                             |                     |                               |          |
| 11                          | Stefan van Dijk     | Accent.Jobs-Willems Veranda's | z.t.     |
| 32                          | Jonas Van Genechten | Lotto-Belisol                 | z.t.     |

### 3e etappe
| Antalya – Elmali (152,0 km) |                      |                               |          |
| Plaats                      | Naam                 | Ploeg                         | Tijd     |
| Winnaar                     | Ivajlo Gabrovski     | Konya Torku Seker Spor        | 4u21'09" |
| 2                           | Aleksandr Djatsjenko | Astana Pro Team               | +1'29"   |
| 3                           | Danail Petrov        | Caja Rural                    | +1'32"   |
| 4                           | Adrián Palomares     | Andalucía                     | +1'34"   |
| 5                           | Romain Bardet        | AG2R-La Mondiale              | +1'51"   |
| 6                           | Aleksandr Jefimkin   | Team Type 1-Sanofi            | +2'13"   |
| 7                           | Florian Guillou      | Bretagne-Schuller             | +2'19"   |
| 8                           | Enrico Battaglin     | Colnago-CSF Inox              | +2'38"   |
| 9                           | Michał Gołaś         | Omega Pharma-Quick Step       | +2'52"   |
| 10                          | Will Routley         | Team SpiderTech-C10           | +2'55"   |
|                             |                      |                               |          |
| 19                          | Jérôme Baugnies      | Team NetApp                   | +3'51"   |
| 40                          | Stefan van Dijk      | Accent.Jobs-Willems Veranda's | +7'57"   |

### 4e etappe
| Fethiye – Marmaris (132,0 km) |                     |                               |          |
| Plaats                        | Naam                | Ploeg                         | Tijd     |
| Winnaar                       | Mark Renshaw        | Rabobank                      | 3u14'01" |
| 2                             | Matthew Goss        | GreenEdge                     | z.t.     |
| 3                             | Daniele Colli       | Team Type 1-Sanofi            | z.t.     |
| 4                             | Boy van Poppel      | Unitedhealthcare Pro Cycling  | z.t.     |
| 5                             | Davide Viganò       | Lampre-ISD                    | z.t.     |
| 6                             | Aleksej Tsatevitsj  | Team Katjoesja                | z.t.     |
| 7                             | Florian Vachon      | Bretagne-Schuller             | z.t.     |
| 8                             | James Vanlandschoot | Accent.Jobs-Willems Veranda's | z.t.     |
| 9                             | Lucas Haedo         | Team Saxo Bank                | z.t.     |
| 10                            | Sébastien Turgot    | Team Europcar                 | z.t.     |

### 5e etappe
| Marmaris – Turgutreis (178,0 km) |                      |                               |          |
| Plaats                           | Naam                 | Ploeg                         | Tijd     |
| Winnaar                          | Andrea Di Corrado    | Colnago-CSF Inox              | 4u50'25" |
| 2                                | Jonas Aaen Jørgensen | Team Saxo Bank                | +40"     |
| 3                                | Jérôme Cousin        | Team Europcar                 | z.t.     |
| 4                                | Alfredo Balloni      | Farnese Vini–Selle Italia     | +42"     |
| 5                                | Sébastien Duret      | Bretagne-Schuller             | z.t.     |
| 6                                | Dmitri Groezdev      | Astana Pro Team               | z.t.     |
| 7                                | Matteo Pelucchi      | Team Europcar                 | +1'27"   |
| 8                                | Aleksej Tsatevitsj   | Team Katjoesja                | z.t.     |
| 9                                | Rafaâ Chtioui        | Team Europcar                 | z.t.     |
| 10                               | Andrea Guardini      | Farnese Vini–Selle Italia     | z.t.     |
|                                  |                      |                               |          |
| 14                               | Jonas Van Genechten  | Accent.Jobs-Willems Veranda's | z.t.     |
| 18                               | Martijn Verschoor    | Team Type 1-Sanofi            | z.t.     |

### 6e etappe
| Bodrum – Kusadasi (179,0 km) |                    |                           |          |
| Plaats                       | Naam               | Ploeg                     | Tijd     |
| Winnaar                      | Sacha Modolo       | Colnago-CSF Inox          | 4u34'00" |
| 2                            | Matthew Goss       | GreenEdge                 | z.t.     |
| 3                            | Mark Renshaw       | Rabobank                  | z.t.     |
| 4                            | Lucas Haedo        | Team Saxo Bank            | z.t.     |
| 5                            | Aleksej Tsatevitsj | Team Katjoesja            | z.t.     |
| 6                            | Rafael Andriato    | Farnese Vini–Selle Italia | z.t.     |
| 7                            | Daniele Colli      | Team Type 1-Sanofi        | z.t.     |
| 8                            | Davide Viganò      | Lampre-ISD                | z.t.     |
| 9                            | Marco Coledan      | Colnago-CSF Inox          | z.t.     |
| 10                           | Blaz Jarc          | Team NetApp               | z.t.     |
|                              |                    |                           |          |
| 15                           | Martijn Verschoor  | Team Type 1-Sanofi        | z.t.     |
| 21                           | Nikolas Maes       | Omega Pharma-Quick Step   | z.t.     |

### 7e etappe
| Kusadasi – Izmir (124,0 km) |                     |                               |          |
| Plaats                      | Naam                | Ploeg                         | Tijd     |
| Winnaar                     | Iljo Keisse         | Omega Pharma-Quick Step       | 2u52'38" |
| 2                           | Marcel Kittel       | Argos-Shimano                 | z.t.     |
| 3                           | Alessandro Petacchi | Lampre-ISD                    | z.t.     |
| 4                           | Andrea Guardini     | Farnese Vini–Selle Italia     | z.t.     |
| 5                           | Mark Renshaw        | Rabobank                      | z.t.     |
| 6                           | Robert Förster      | Unitedhealthcare Pro Cycling  | z.t.     |
| 7                           | Jempy Drucker       | Accent.Jobs-Willems Veranda's | z.t.     |
| 8                           | Daniele Colli       | Team Type 1-Sanofi            | z.t.     |
| 9                           | Aleksej Tsatevitsj  | Team Katjoesja                | z.t.     |
| 10                          | Juan José Haedo     | Team Saxo Bank                | z.t.     |
|                             |                     |                               |          |
| 13                          | Boy van Poppel      | Unitedhealthcare Pro Cycling  | z.t.     |

### 8e etappe
| Istanbul – Istanbul (121,0 km) |                     |                               |          |
| Plaats                         | Naam                | Ploeg                         | Tijd     |
| Winnaar                        | Theo Bos            | Rabobank                      | 2u32'35" |
| 2                              | Andrew Fenn         | Omega Pharma-Quick Step       | z.t.     |
| 3                              | Stefan van Dijk     | Accent.Jobs-Willems Veranda's | z.t.     |
| 4                              | Andrea Guardini     | Farnese Vini–Selle Italia     | z.t.     |
| 5                              | Matteo Pelucchi     | Team Europcar                 | z.t.     |
| 6                              | Alessandro Petacchi | Lampre-ISD                    | z.t.     |
| 7                              | Robert Förster      | Unitedhealthcare Pro Cycling  | z.t.     |
| 8                              | Juan José Haedo     | Team Saxo Bank                | z.t.     |
| 9                              | Daniele Colli       | Team Type 1-Sanofi            | z.t.     |
| 10                             | Jonas Van Genechten | Lotto-Belisol                 | z.t.     |

## Eindklassement
| Ronde van Turkije 2012 |                      |                           |           |
| Plaats                 | Naam                 | Ploeg                     | Tijd      |
| Groene trui            | Ivajlo Gabrovski     | Konya Torku Seker Spor    | 28u48'10" |
| 2                      | Aleksandr Djatsjenko | Astana Pro Team           | + 1'33"   |
| 3                      | Danail Petrov        | Caja Rural                | + 1'38"   |
| 4                      | Adrián Palomares     | Andalucía                 | + 1'44"   |
| 5                      | Romain Bardet        | AG2R-La Mondiale          | + 2'01"   |
| 6                      | Aleksandr Jefimkin   | Team Type 1-Sanofi        | + 2'23"   |
| 7                      | Florian Guillou      | Bretagne-Schuller         | + 2'29"   |
| 8                      | Enrico Battaglin     | Colnago-CSF Bardiani      | + 2'58"   |
| 9                      | Michał Gołaś         | Omega Pharma-Quick Step   | + 3'02"   |
| 10                     | Will Routley         | Spidertech Powered by C10 | + 3'14"   |
|                        |                      |                           |           |
| 16                     | Jérôme Baugnies      | Team NetApp               | + 4'10"   |
| 45                     | Dennis van Winden    | Rabobank                  | + 19'55"  |

2000 ·
2001 ·
2002 ·
2003 ·
2004 ·
2005 ·
2006 ·
2007 ·
2008 ·
2009 ·
2010 ·
2011 ·
2012 ·
2013 ·
2014 ·
2015 ·
2016 ·
2017 ·
2018 ·
2019 ·
2020 ·
2021 ·
2022 ·
2023 · 2024
Etappewedstrijden

 Ster van Bessèges · 
 Ronde van de Middellandse Zee · 
 Ruta del Sol · 
 Ronde van de Algarve · 
 Ronde van de Haut-Var · 
 Driedaagse van West-Vlaanderen · 
 Internationale Wielerweek · 
 Internationaal Wegcriterium · 
 Driedaagse van De Panne-Koksijde · 
 Ronde van de Sarthe · 
 Ronde van Trentino · 
 Ronde van Turkije · 
 Ronde van Asturië · 
 Vierdaagse van Duinkerke · 
 Ronde van Azerbeidzjan · 
 Szlakiem Grodòw Piastowskich · 
 Ronde van Castilië en León · 
 Ronde van Picardië · 
 Ronde van Noorwegen · 
 World Ports Classic · 
 Ronde van Beieren · 
 Ronde van België · 
 Tour des Fjords · 
 Ronde van Estland · 
 Ronde van Luxemburg · 
 Boucles de la Mayenne · 
 Ster ZLM Toer · 
 Ronde van Slovenië · 
 Route du Sud · 
 Ronde van Oostenrijk · 
 Sibiu Cycling Tour · 
 Ronde van Wallonië · 
 Ronde van Portugal · 
 Ronde van Denemarken · 
 Ronde van de Ain · 
 Ronde van Burgos · 
 Arctic Race of Norway · 
 Ronde van de Limousin · 
 Ronde van Poitou-Charentes · 
 Wielerweek van Lombardije · 
 Ronde van Groot-Brittannië · 
 Ronde van Gévaudan Languedoc-Roussillon · 
 Eurométropole Tour
Eendaagse wedstrijden

 GP La Marseillaise · 
 Grote Prijs van de Etruskische Kust · 
 Trofeo Palma · 
 Trofeo Ses Salines · 
 Trofeo Serra de Tramuntana · 
 Trofeo Platja de Muro · 
 Trofeo Laigueglia · 
 Ronde van Murcia · 
 Omloop Het Nieuwsblad · 
 Classic Sud Ardèche · 
 GP Lugano · 
 Clásica de Almería · 
 Kuurne-Brussel-Kuurne · 
 La Drôme Classic · 
 Le Samyn · 
 GP Città di Camaiore · 
 Strade Bianche · 
 Roma Maxima · 
 Ronde van Drenthe · 
 Dwars door Drenthe · 
 Nokere Koerse · 
 GP Nobili Rubinetterie · 
 Handzame Classic · 
 Classic Loire-Atlantique · 
 Grote Prijs van Cholet-Pays de Loire · 
 Dwars door Vlaanderen · 
 Route Adélie de Vitré · 
 Volta Limburg Classic · 
 Grote Prijs Miguel Indurain · 
 Ronde van La Rioja · 
 Scheldeprijs · 
 GP Pino Cerami · 
 Klasika Primavera · 
 Parijs-Camembert · 
 Brabantse Pijl · 
 GP Denain · 
 Ronde van de Finistère · 
 Tro Bro Léon · 
 Ronde van Keulen · 
 La Roue Tourangelle · 
 Rund um den Finanzplatz Eschborn-Frankfurt · 
 Ronde van de Somme · 
 ProRace Berlin · 
 Grote Prijs van Plumelec · 
 Boucles de l'Aulne · 
 Ronde van Zeeland Seaports · 
 Trofeo Melinda · 
 GP Kanton Aargau · 
 Ronde van Limburg · 
 Ronde van de Apennijnen · 
 Halle-Ingooigem · 
 Trofeo Matteotti · 
 Prueba Villafranca de Ordizia · 
 GP Industria & Artigianato-Larciano · 
 Ronde van Toscane · 
 Circuito de Getxo · 
 Polynormande · 
 RideLondon Classic · 
 GP Stad Zottegem · 
 Dutch Food Valley Classic · 
 Châteauroux Classic de l'Indre · 
 Druivenkoers Overijse · 
 Ronde van Veneto · 
 Schaal Sels · 
 Memorial Rik Van Steenbergen · 
 Brussels Cycling Classic · 
 GP Fourmies · 
 Ronde van de Doubs · 
 GP Jef Scherens · 
 Coppa Bernocchi · 
 Coppa Agostoni · 
 GP van Wallonië · 
 Ronde van de Drie Valleien · 
 Kampioenschap van Vlaanderen · 
 Memorial Marco Pantani · 
 Grote Prijs Impanis-Van Petegem · 
 GP van Isbergues · 
 GP Industria & Commercio di Prato · 
 Omloop van het Houtland · 
 Duo Normand · 
 Milaan-Turijn · 
 Ronde van Piëmont · 
 Ronde van het Münsterland · 
 Pro Cycling Marathon · 
 Ronde van de Vendée · 
 Memorial Frank Vandenbroucke · 
 Coppa Sabatini · 
 Parijs-Bourges · 
 Ronde van Emilia · 
 GP Beghelli · 
 Parijs-Tours · 
 Nationale Sluitingsprijs · 
 Ronde van Romagna · 
 Chrono des Nations